# Jezerské jazero
Jezerské jazero je jezero ve Spišské Maguře na severním Slovensku. Nachází se v katastru obce Jezersko v okrese Kežmarok. Leží v nadmořské výšce 919 m. Maximálně je dlouhé 110 m a široké 74 m. Má rozlohu 0,60 ha.

## Vznik
Vzniklo přirozeným sesuvem flyšových hornin a má dobře zachovanou vodní hladinu.

## Vodní režim
Z jezera odtéká Jezerský potok v povodí Dunajce.

## Přístup
Kolem jezera prochází zelená turistická značka z Jezerska na Bukovinu (1176 m).

## Ochrana přírody
V roce 1967 bylo vyhlášené jako stejnojmenná přírodní rezervace s rozlohou 2,18 ha. Jezerské jazero je přírodní rezervace v oblasti PIENAP. Nachází se v okrese Kežmarok v Prešovském kraji. Území bylo vyhlášeno či novelizováno v letech 1967, 1997 na rozloze 2,1800 ha. Ochranné pásmo nebylo stanoveno.